# زبان ترکی ایلی
زبان ترکی ایلی یکی از زبان‌های خانواده زبان‌های ترکی می‌باشد که در درجه اول در کشور چین گفتگو می‌شود. این زبان تقریباً ۱۲۰ گویشور در سال ۱۹۸۲ میلادی داشت.